# Fernando Mason
Fernando Mason OFMConv. (ur. 21 stycznia 1945 w Loreggia) – włoski duchowny rzymskokatolicki pracujący w Brazylii, w latach 2005–2020 biskup Piracicaba.

## Życiorys
W 1961 wstąpił do nowicjatu franciszkanów konwentualnych w Padwie i w tymże zgromadzeniu 4 października 1966 złożył śluby wieczyste, zaś 3 kwietnia 1971 otrzymał święcenia prezbiteratu. Po rocznym przygotowaniu wyjechał do Brazylii. Pracował głównie w zakonnych parafiach i seminariach, zaś w latach 1986-1991 oraz 1995-1999 był definitorem prowincji św. Franciszka.
3 marca 1999 papież Jan Paweł II mianował go biskupem diecezji Caraguatatuba. Sakry biskupiej udzielił mu 1 maja 1999 kard. Claudio Hummes.
25 maja 2005 został mianowany biskupem Piracicaby, zaś 24 lipca 2005 kanonicznie objął rządy.